# Beata Łuczak
Beata Łuczak (ur. 2 sierpnia 1961 w Warszawie) – polska aktorka dubbingowa, okazjonalnie występująca przed kamerą.

## Filmografia
- 2017: Szpital dziecięcy jako matka Antka (odc. 29)
- 2013: Prawo Agaty jako adwokat (odc. 44)
- 2012: Misja Afganistan jako sąsiadka Karoliny (odc. 7)
- 2007: Halo Hans! jako konspiratorka (odc. 10)
- 2006–2007: Pogoda na piątek
- 2005–2007: Egzamin z życia jako urzędniczka
- 2005: Boża podszewka II
- 2004–2008: Kryminalni jako Danuta Kmieć, matka Klaudii (2005)
- 2003: Pornografia jako kucharka
- 2002: Rób swoje, ryzyko jest twoje jako kandydatka na modelkę
- 2000: M jak miłość
- 2000: Plebania jako kobieta u Piotrowskiego w sprawie Borosiukowej
- 1997–1998: 13 posterunek
- 1997: Klan jako ekspedientka w sklepie jubilerskim
- 1997: Boża podszewka jako dziewka

## Polski dubbing
- 2019: Jakub, Mimmi i gadające psy –
  - Rock,
  - Iggy
- 2010–2011: Przyjaciele z Kieszonkowa
- 2010: Megamocny
- 2010: Heavy Rain – dziennikarka Britney Sanders
- 2010: Czarodziejka Lili: Smok i magiczna księga
- 2009: Księżniczka i żaba
- 2009: Scooby Doo i miecz samuraja
- 2009: Odlot
- 2009: Hannah Montana: Film
- 2008: Cziłała z Beverly Hills − Blair
- 2008: Podpięść: Wariackie Halloween – Mandy
- 2007: Billy i Mandy i zemsta Boogeymana – Mandy
- 2007: Mroczne przygody Klanu na drzewie – Mandy
- 2006: Wymiennicy – Sierra
- 2006: Krowy na wypasie
- 2005: Harry Potter i Czara Ognia – Lily Potter
- 2005: King Kong: Władca Atlantydy
- 2005: Batman kontra Drakula
- 2005: Kirikou et les bêtes sauvages
- 2005–2008: Ben 10 –
  - Kudłata (odc. 9 i 25),
  - Kucharka w więzieniu (odc. 29),
  - Czarodziejka (odc. 42),
  - Kuzynka Lucy (odc. 43)
- 2001–2007: Mroczne przygody Billy’ego i Mandy – Mandy
- 2000: Odwrócona góra albo film pod strasznym tytułem – Topek
- 2000: Sztruksik
- 1999: Animaniacy: Życzenie Wakko – Mama Mindy
- 1998: Mistrzowie golfa – Matka Petera
- 1998: Przygody Kuby Guzika
- 1998: Kirikou i czarownica
- 1998: Rudolf czerwononosy renifer – Iskierka
- 1996–1998: Kacper
- 1993: Holly-rockowa kołysanka – Pebbles Flintston
- 1993: Yabba Dabba Do! – Pebbles Flintston
- 1991–1992: Eerie, Indiana –
  - Mary B. Carter,
  - Janet Donner
- 1990: Pinokio
- 1984–1985: Tęczowa kraina
- 1983–1985: Malusińscy
- 1983: Kaczor Donald przedstawia
- 1980: Figle z Flintstonami – Pebbles Flintston
- 1976–1978: Scooby Doo
- 1973: Detektyw Pchełka na tropie (nowa wersja dubbingu)